# Pat Roberge
Patrick „Pat” Roberge (ur. 18 września 1970 w Chicoutimi) – kanadyjski judoka. Olimpijczyk z Barcelony 1992, gdzie zajął 32. miejsce w wadze półciężkiej.
Startował w Pucharze Świata w latach 1993 i 1996-2000. Srebrny medalista akademickich MŚ w 1998. Dziewięciokrotny medalista mistrzostw Kanady w latach 1992-2002.
Jego siostry także były judoczkami i olimpijkami. Sophie Roberge startowała w Sydney 2000, a Catherine Roberge w Atenach 2004.

## Letnie Igrzyska Olimpijskie 1992
| Konkurencja | Eliminacje            | Klas. końcowa |
| Konkurencja | Przeciwnik I          | Miejsce       |
| ----------- | --------------------- | ------------- |
| 95 kg       | Jorge Aguirre (ARG) P | 32.           |